# HD 60863
HD 60863，又名CD-28 4566，SAO 174058、HR 2922，是一颗恒星，视星等为4.64，位于銀經242.96，銀緯-3.87，其B1900.0坐标为赤經7h 31m 22s，赤緯-28° -3.87′ 54″。